# Maralnik-2
Maralnik-2 (en russe : Маральник-2, en altaï méridional : Маральник-2) est un village du raïon d'Oust-Koksa de la république de l'Altaï, en Russie sibérienne. Il fait partie de l'établissement rural de Tchendek, et sa population s'élevait à 21 habitants au recensement de 2021.

## Géographie
Le village de Maralnik-2 se situe dans la république de l'Altaï, une république de Sibérie méridionale, en Russie, qui fait partie du district fédéral sibérien. Le village fait partie du raïon d'Oust-Koksa, le raïon de la république le plus au sud-ouest, avec Oust-Koksa comme centre administratif.
Il fait partie de l'établissement rural de Tchendek, une municipalité, avec le village de Tchendek comme chef-lieu,.
Maralnik-2, comme toute la république de l'Altaï, est située dans le fuseau horaire MSK+4 (heure de Krasnoïarsk). Le décalage horaire appliqué par rapport au temps universel coordonné est +07:00.

## Démographie
Recensements (*) et estimations de la population,,,
:
| 2002* | 2010* | 2012 | 2013 |
| ----- | ----- | ---- | ---- |
| 29    | 14    | 14   | 9    |

| 2014 | 2015 | 2016 | 2021* |
| ---- | ---- | ---- | ----- |
| 8    | 8    | 8    | 21    |

Concernant les ethnies, en 2002, sur les 29 habitants, il y avait 100 % de Russes,,,
.